# Crocanthes acroxantha
Crocanthes acroxantha är en fjärilsart som beskrevs av Oswald Beltram Lower 1896. Crocanthes acroxantha ingår i släktet Crocanthes och familjen Lecithoceridae. Inga underarter finns listade i Catalogue of Life.